# 西贡大学
西貢大學（越南语：?）是越南的一所大学，直屬於胡志明市人民委员会。2007年4月25日，越南总理阮晋勇批准在胡志明市师范高等专科学校的基础上成立该校。